# Нанду
На́нду — род (Rhea) и семейство (Rheidae) нелетающих птиц, единственные в отряде нандуобразных (Rheiformes). Обитают в Южной Америке. Внешне напоминают африканского страуса, но степень их родства остаётся спорной среди учёных. Нанду являются характерными крупными животными саванн субтропических и умеренных широт Южной Америки.

## История

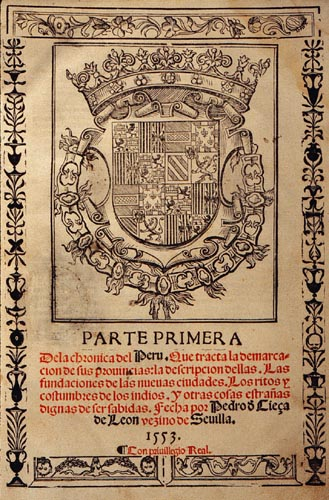
Первая часть книги «Хроника Перу», (1553).

Первое упоминание о нанду в литературе датируется 1553 годом — в «Хронике Перу» Педро Сьесы де Леона отмечалось:

Страусы встречались за местностью Чаркас; у индейцев их было много.— Сьеса де Леон, Педро. Хроника Перу. Часть Первая. Глава CXIII.

## Описание
Между страусами и нанду существуют заметные различия. Во-первых, даже более крупный из обоих видов нанду — обыкновенный нанду — не достигает размеров страуса и со своим ростом в 1,4 м в два раза меньше. У нанду шея покрыта перьями, в то время как у страуса она голая. У нанду по три пальца на каждой ноге, тогда как у страуса их два.
Масса нанду — около 30 кг (по другим источникам до 40 кг). Хотя из-за своего веса нанду, как и страус, не умеет летать, но активно использует свои крылья при беге для поддержания равновесия, а кроме того расправленные крылья могут во время бега играть роль паруса; к тому же на каждом крыле имеется по острому когтю, который может быть использован как оружие. Нанду — менее быстрые бегуны, чем африканские страусы, но и они могут развивать немалую скорость — до 60 км/ч. Кроме этого, они хорошие пловцы и способны форсировать реки.

### Голос
Крик нанду напоминает скорее рык крупного хищника из семейства кошачьих, чем звук птицы. Он звучит как «нан-ду», и именно ему нанду обязан своим названием на многих языках. Его испускают прежде всего самцы во время брачного периода. Помимо этого, нанду издают хриплые звуки, предупреждающие сородичей о приближении опасности, а также шипение, если хотят кого-то устрашить.

## Распространение
Нанду обитают в Аргентине, Чили, Парагвае, Уругвае, Бразилии и Боливии. Дарвинов нанду встречается иногда и в южной части Перу. Нанду предпочитают открытые саваннообразные сферы обитания, к которым относятся патагонские низменности и горные плато Анд. Северный нанду встречается в более низких местностях, где царит более тёплый климат. Дарвинов нанду может жить на высоте до 4500 м, а также на субполярном крайнем юге Южной Америки.
Небольшая популяция нанду развивается в северо-восточной Германии. Она возникла в конце 1990-х, после того как со страусиной фермы в Любеке сбежали несколько пар нанду. Птицы сумели адаптироваться к новым условиям, и активно размножаются в условиях потепления, Только за 2018 год их популяция резко увеличилась более чем в 2 раза и насчитывает 566 особей на территории 150 км². Систематический мониторинг ведётся с 2008 года.

## Поведение

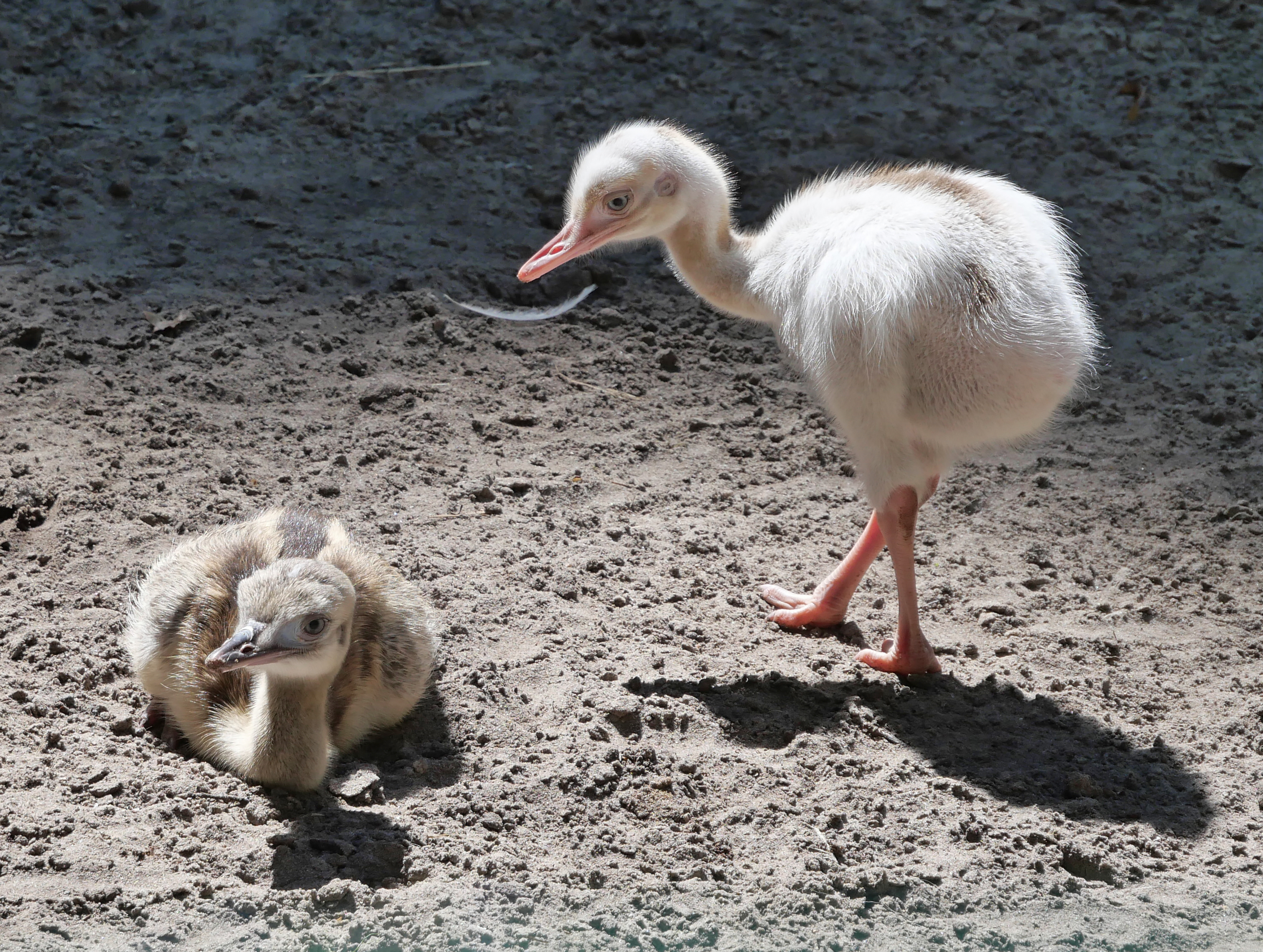
Два птенца нанду

Нанду, как правило, активны в дневное время суток. Только в чрезвычайно жаркие дни они передвигают своё бодрствование на вечерние или ночные часы, чтобы отдохнуть во время наибольшей жары. Вне брачных периодов они живут в стадах от пяти до тридцати особей, в которые входят и самцы, и самки, и молодняк. В группах нанду следят за тем, чтобы другие особи соблюдали минимальную дистанцию. Если другая птица подходит слишком близко, то чувствующий себя ущемлённым нанду вытягивает шею, широко открывает клюв и издаёт шипящий звук, требующий от сородича отдалиться.
Нанду — полигамы. Ежегодно, когда наступает время спаривания, стада распадаются на мелкие группы, включающие одного самца и 5—7 самок. Оплодотворённые самцом самки откладывают яйца в общее гнездо, причём высиживает яйца только самец. В кладке обычно — от 15 до 40 яиц, инкубация длится примерно 6 недель. Самец же выгуливает молодняк после вылупления из яиц. Некоторые старые самцы после этого уже не возвращаются в стада, а живут на своей территории в одиночку.
В пампасах нанду часто образуют смешанные группы с пампасными оленями, гуанако и викуньями, иногда даже с коровами и овцами. Смешивание идёт на пользу обеим сторонам. Хорошее зрение нанду и хорошее обоняние млекопитающих дополняют друг друга и позволяют лучше обнаруживать врагов.

## Питание
Нанду — всеядные птицы и питаются широколистными растениями, семенами, фруктами, корнями, насекомыми и мелкими позвоночными. Существует слух, что они умеют убивать ядовитых змей, но никто этого никогда не мог документально доказать. Потребность в воде нанду восполняют в основном из пищи и могут долгое время обходиться без питья. Как и другие страусообразные, они регулярно глотают гастролиты, которые помогают измельчать пищу в желудке.

## Систематика
Судя по ископаемым, нанду бесспорно существовали в эоцене, а более неоднозначные находки позволяют предполагать, что они возникли ещё в палеоцене. Таким образом, нанду являются одним из древнейших семейств птиц вообще. Тем сложнее стоит задача определить их эволюционную систематику. Внешнее сходство намекает на родство с африканским страусом, однако существуют зоологи, считающие нанду базовой группой внутри отряда страусообразных, чьей параллельной группой является собирательный таксон всех других страусообразных. Ещё одна сравнительно новая гипотеза вообще отделяет нанду от отряда страусообразных и видит в них родство со скрытохвостыми. Согласно этой теории, сходство нанду со страусами возникло в результате конвергентной эволюции.
Живущие сегодня нанду подразделяются на два вида:
- Дарвинов нанду или малый нанду (Rhea pennata)
- Обыкновенный нанду, или северный нанду (Rhea americana)

## Человек и нанду

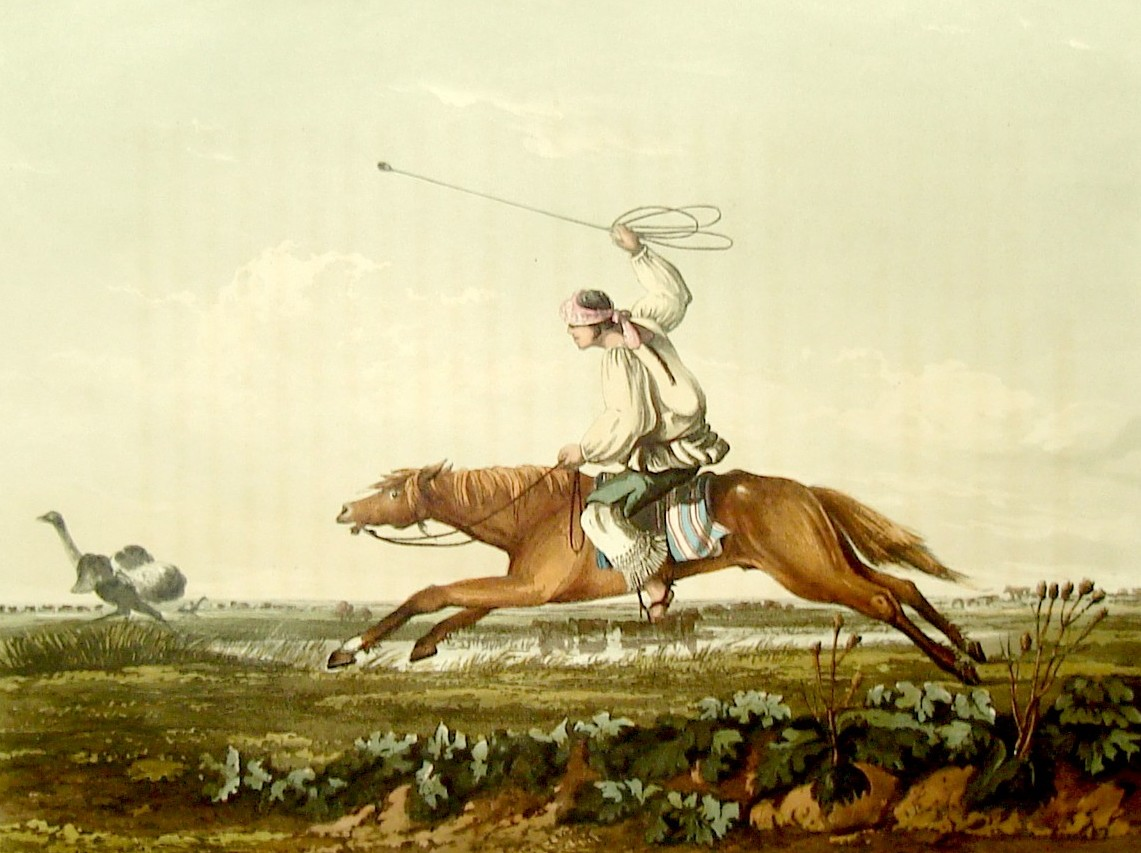
Охота с бола на страуса нанду. Из книги «Иллюстрированная история Буэнос-Айреса и Монтевидео» (1820)

Испокон времён индейские племена Южной Америки использовали мясо и яйца нанду в пищу. Для охоты на них, как правило, использовались боласы (бола́с, исп. bola ‘шар’ — охотничье метательное оружие, состоящее из ремня или связки ремней, к концам которых привязаны обёрнутые кожей круглые камни, костяные грузы, каменные шары и т. п.). В относительно недавнее время перья нанду шли на экспорт в качестве украшения, помимо этого их кожа употреблялась в изготовлении различных изделий.
Охота на нанду и разрушение среды их обитания привели к тому, что популяции обоих видов нанду сократились. Местные фермеры утверждают, что нанду поедают травы, которые нужны для их скота, а также поедают зерно с полей. Поэтому нанду часто отстреливают, если они появляются вблизи сельскохозяйственных угодий. Ещё одной опасностью для нанду являются ограждающие фермы заборы из колючей проволоки, из-за которых нанду наносят себе тяжёлые увечья и погибают.
Ныне нанду в некоторых местах разводят в полуодомашненном состоянии.